# Mikael Frisell
Karl Ove Mikael Frisell, född 16 maj 1966 i Skövde församling i Skaraborgs län, är en svensk generaldirektör och officer.

## Biografi

### Försvarsmakten
Mikael Frisell avlade officersexamen vid Krigsskolan 1989 och utnämndes samma år till officer vid Skaraborgs regemente, där han befordrades till major 1997. Efter att ha befordrats till överstelöjtnant tjänstgjorde han i Högkvarteret 2003–2008: som chef för Inriktningssektionen i Planeringsavdelningen (J 5) i Operativa insatsledningen 2003–2005, som stabsofficer i Samordningsavdelningen i Ledningsenheten 2005–2007 och som militärassistent hos överbefälhavaren 2006–2008. Han befordrades till överste 2008 och var chef för Force Headquarters för Nordic Battlegroup vid Ledningsregementet 2008–2011 och stabschef i Nordic Battlegroup 11 2011. Fram till 2014 var han åter militärassistent hos överbefälhavaren i Högkvarteret, varpå han 2014–2017 var chef för Norrbottens regemente, Militärregion Nord och Bodens garnison.[källa behövs]

### Försvarets materielverk
Den 1 januari 2018 till 30 juni 2022 var Frisell chef för verksamhetsområdet Armémateriel vid Försvarets materielverk. Han utnämndes samtidigt till brigadgeneral. Från 1 juli 2022 är Frisell chef för lednings- och ekonomistaben vid Försvarets materielverk. Han utnämndes samtidigt till generalmajor.

### Myndigheten för samhällsskydd och beredskap
25 oktober 2024 utnämnde regeringen Frisell till ny generaldirektör för Myndigheten för samhällsskydd och beredskap från 1 november 2024.

## Ledamotskap
Frisell invaldes 2021 som ledamot av Kungliga Krigsvetenskapsakademien.